# Doppia indagine
Doppia indagine (Bon Cop, Bad Cop) è un film canadese del 2006 diretto da Èric Canuel.

## Trama
David Bouchard e Martin Ward, due detective della polizia canadesi, si trovano a dover indagare sul ritrovamento di un cadavere di una ragazza avvenuta in un fiume.